# دادیخ
دادیخ (به عربی: دادیخ) یک روستا در سوریه است که در ناحیه سراقب واقع شده‌است. دادیخ ۲٬۶۷۴ نفر جمعیت دارد.